# Смит-Фалькнер, Мария Натановна
Мария Натановна Смит-Фалькнер (также Фалькнер-Смит, урождённая Ама́лия Ну́симовна Фа́лькнер; 4 февраля (16 февраля) 1878, Таганрог — 7 марта 1968, Москва) — русский и советский экономист и статистик. Профессор (1921), доктор наук (1925). Член-корреспондент АН СССР (28.01.1939).

## Биография
Родилась в семье купца второй гильдии Нусима Соломоновича Фалькнера, который владел домом № 30 на Николаевской улице в Таганроге (выстроенным им в 1875 году), а также двумя магазинами — «Одесский магазин шитых платьев Фалькнера» в доме купца Кобылина по Петровской улице и «Чай, сахар» в полукруге на Александровской площади. Мать — Анна Давидовна Фалькнер. В семье росло пятеро детей: Амалия, Ева-Вера (1881), Пётр (1871), Григорий (1874) и Соломон (1890).
В революционном движении участвовала с 1897 года. 28 августа 1897 года крестилась в православие в Таганрогской греческой Константино-Еленинской церкви и приняла имя Мария. В 1901—1905 годах училась в Лондонском университете на факультете экономических наук.
Бросила университет, чтобы принять участие в революции. Примкнула к меньшевистской фракции РСДРП, арестовывалась четыре раза, в том числе в декабре 1905 вместе со всем составом Петербургского совета рабочих депутатов, летом 1906 — в Москве на нелегальной конференции профессионального союза текстильщиков, организацией которого она занималась.
В 1908—1913 в эмиграции. В 1909 родила дочь Евгению. В 1914—1917 в политической жизни не участвовала.
В 1917 числилась в составе «межрайонцев», сотрудничала в «Известиях» и в «Новой жизни».
Член РКП(б) с июля 1918 года. В 1918—1919 занимала должность заведующей отделом экономических исследований ВСНХ РСФСР. В 1919 добровольно поехала на фронт в качестве начальника отряда Московского пролетарского университета и работала в политотделе 14-й армии.
В 1921—1925 годах профессор 1-го Московского университета. В 1924—1930 годах профессор Института народного хозяйства им. Г. В. Плеханова.
Член коллегии ЦСУ СССР (1926—1930).
В 1930—1934 годах профессор Международной ленинской школы. Действительный член и в 1925—1934 годах заведующая отделом Коммунистической академии общественных наук (Комакадемия). В 1934—1937 годах профессор Московского нефтяного института. В 1938—1941 годах профессор Московского планового института. В 1941—1944 и 1948—1955 годах научный сотрудник Института экономики АН СССР. Входила в состав Учёного совета Института мирового хозяйства и мировой политики. В 1944—1946 годах профессор Института внешней торговли. В эвакуации находилась в Ташкенте.
В феврале 1953 подписала письмо еврейских деятелей науки и культуры в редакцию газеты «Правда», обличавшее сионизм, американский империализм и требовавшее наказания врачей-вредителей.
Под редакцией М. Н. Смит в 1955—1961 вышло собрание сочинений Д. Рикардо.

 М. Н. Смит имеет большие заслуги в деле развития советской статистики. Я лично много почерпнул для себя из её трудов. — Урланис
Умерла 7 марта 1968 года в Москве, похоронена в колумбарии Новодевичьего кладбища (новая территория, секция 126).

### Семья
- Брат — Семён Анисимович Фалькнер (Соломон Нусимович, 1890—1938), экономист, профессор МГУ[12].

В находящемся в Архиве РАН деле М. Н. Фалькнер-Смит есть справка о Семёне Анисимовиче Фалькнере, написанная её рукой, в которой сказано:

Родился в 1889 году в Таганроге. Экономист, не марксист. Среднее образование получил в России, высшее — в Германии. После Великой Октябрьской социалистической революции работал в советских учреждениях, занимался литературным трудом. Но постепенно становился все определённее на враждебные советской власти позиции. В дальнейшем был арестован и сослан в Сибирь.
Профессор С. А. Фалькнер — специалист в области денежного обращения и экономической истории, в мартирологе «Мемориала» сказано, что в 1938 году он был расстрелян.
- Брат — Григорий Нусимович Фалькнер, купец, владел магазином «Модный базар» на улице Петровской 43 в доме Третьякова.
- Сестра — Ева Нусимовна (позже Ева Натановна и Вера Натановна) Фалькнер, выпускница Школы повивальных бабок при женской клинике Императорского Юрьевского университета, в августе 1917 года была кандидатом в Одесскую городскую думу № 19, в 1920-е годы врач-фтизиатр в показательном туберкулёзом диспансере наркомата здравоохранения в Москве, автор книги для школьников «Будем сильны и здоровы» (в 2-х частях, множество переизданий, 1925—1932, переводы на польский, финский, немецкий, казахский и другие языки)[13].

## Государственные награды
- Орден Ленина (1968)
- Орден Трудового Красного Знамени (10.06.1945)
- Орден «Знак Почёта» (1953)

## Основные работы
- Продовольственный вопрос в Англии / Всерос. союз городов Экон. отд. Стат.-экон. бюро. — Петроград : тип. Андресона и Лойцянского, 1917. — 82 с.
- «Очерки переходного периода» (1920)
- Классовая борьба в современной Англии. — М.: 1922.
- «Интернационал (Красный) профсоюзов. Статистическое бюро. Статистические данные о положении европейского пролетариата за первую половину 1923 г.» (1924)
- «Положение европейского пролетариата на исходе третьего года безработицы» (1924)
- «Мировое производство в сравнительных цифрах и диаграммах» (1924),
- «Основы статистической методологии» (1923—1924),
- «Статистический метод в научном исследовании» (1925).
- Динамика кризисов и положение пролетариата. — М.: 1927.
- Теория и практика советской статистики. — М., 1930.
- Положение рабочего класса капиталистических стран в свете теории обнищания К. Маркса. — М., 1933.
- Два кануна. (Неопубликованные воспоминания)